# 罗瑞林都国家公园
罗瑞林都国家公园（Lore Lindu National Park）位于印度尼西亚中苏拉威西省。其占地2180平方公里，由低地及山地森林组成。其为许多珍稀物种的栖息地，包括77种苏拉威西特有的鸟类。罗瑞林都国家公园已被指定为联合国教科文组织人與生物圈的一部分。